# Instituto de Investigación en Población
El Instituto de Investigación en Población (PRI; en inglés: Population Research Institute) es una organización católica sin ánimo de lucro 501 c) 3 y un grupo de defensa de derechos con sede en Front Royal, Virginia (Estados Unidos). La organización se opone al aborto. Creen que la superpoblación es un mito y se oponen al control hormonal de la natalidad en las mujeres y a la vasectomía en los hombres.

## Antecedentes
El Instituto de Investigación de la Población fue fundado en 1989 por Paul Marx (1920-2010), sociólogo familiar, sacerdote católico y monje benedictino que también había creado el grupo antiabortista Human Life International. Se convirtió en instituto independiente en 1996. Ese mismo año, el think tank pasó a estar dirigido por Steven W. Mosher, investigador social y escritor que había sido testigo de abortos forzados en China durante la aplicación de la política de hijo único en 1980.

## Actividades
El PRI se opone a los intentos gubernamentales de controlar la población. Según Los Angeles Times, Mosher, del PRI, ayudó con éxito a presionar al gobierno de George W. Bush para que retuviera entre 34 y 40 millones de dólares anuales durante siete años del Fondo de Población de las Naciones Unidas (UNFPA), el mayor donante internacional de programas de planificación familiar. El instituto de investigación opinó que el UNFPA estaba utilizando dinero estadounidense para financiar la esterilización forzosa y los abortos en China, una afirmación que el fondo de población negó, señalando que no trabaja en zonas donde la política del hijo único sigue vigente. Mosher también se mostró contrario a la política china de los dos hijos, afirmando que «se está imponiendo a las masas a través del mecanismo del partido comunista».

## Recaudación de fondos
El PRI obtiene la gran mayoría de su financiación de contribuciones benéficas, donaciones y subvenciones, con unos ingresos totales de 1,46 millones de dólares en el ejercicio 2018. De esta cantidad, el 75,6% se destinó a gastos de programas, el 4,9% a administración y el 19,3% a recaudación de fondos.
El instituto ha recibido financiación de The Lynde and Harry Bradley Foundation, Inc., supuestamente en apoyo de conferencias sobre derechos humanos en China.

## Críticas
El think tank ha sido criticado por ser una organización de propaganda de derechas y no ser neutral en sus informaciones. La postura del PRI sobre la superpoblación y los argumentos de «La superpoblación es un mito» se han calificado de engañosos.
Charity Navigator clasifica las organizaciones benéficas con respecto a «Responsabilidad y Transparencia» y «Rendimiento Financiero». En 2020 concedió dos de cuatro estrellas al PRI por «Rendición de cuentas y transparencia», y una por «Rendimiento financiero», que combinadas dan una puntuación global de 70,46, calificada como dos estrellas.